# Jean-Baptiste Marestier
Jean-Baptiste Marestier (Saint-Servan, 17 mai 1781-Brest, 22 mars 1832), est un ingénieur maritime français, inventeur de la première chaudière à basse pression de la marine.

## Biographie
Il entre à l'École polytechnique en décembre 1799 et en sort élève ingénieur du génie maritime en juin 1803. Sous-ingénieur de 1re classe (juillet 1804), il travaille à Paris puis à Rouen et est muté à l'arsenal de Gênes avant de passer à celui de Livourne (1809). 
De retour en France en 1813 à Toulon, il sert à Rochefort en 1815 puis à Bayonne en 1816 où il est le directeur de la construction des navires de charge d'un nouveau modèle. 
Ingénieur de 3e classe (septembre 1819), il étudie les premiers essais de navigation à vapeur et effectue de 1818 à 1820 une mission aux États-Unis dont il ramène un mémoire que l'Académie des sciences remarque. En 1822, il établit les plans d'un vapeur pouvant remorquer les vaisseaux sur la Charente entre Rochefort et la mer et devient ingénieur de 2e classe en avril 1823. 
En 1824, il obtient un témoignage de satisfaction pour la construction du Coureur. Il effectue un voyage d'études en Angleterre et est nommé en 1830, directeur des ports. 
Ingénieur de 1re classe (octobre 1830), il devient membre du Conseil des travaux en février 1831 et est missionné dans les ports pour y superviser la construction des navires à vapeur. 

## Récompenses et distinctions
- Chevalier de la Légion d'honneur (28 avril 1821).

## Œuvres
- Mémoire sur les bateaux à vapeur des États-Unis d'Amérique avec un appendice sur diverses machines relatives à la Marine, 1824
- Les explosions des machines à vapeur et sur les précautions à prendre pour les prévenir, 1828